# Aranykormítosz
Az aranykormítosz alatt általában a Hésziodosz-féle aranykormítoszt értjük, de tágabb értelmezésben ide sorolható minden olyan elképzelés, mely szerint a múltban létezett egy ideális, tökéletes állapot, amely mára visszafordíthatatlanul leromlott.

## Hésziodosz elmélete
Hésziodosz, az első görög költő, akinek fennmaradt a neve műveiben gyakran írt egy egykori aranykorról, amely a múltban létezett, azonban azóta lépésenként az élet körülményei egyre csak romlanak. A költő szerint 5 nemzedék alatt zajlott le a hanyatlás:
- aranykor
- ezüstkor
- rézkor
- héroszok kora
- vaskor

A költő elmélete szerint ezeket a nemzedékeket Zeusz teremtette, ám közvetve vagy közvetlenül az emberi gyarlóság és bűn a kiváltó oka. A költő az ötödik, és egyben legrosszabb korban, a vaskorban él. Az aranykor idejét Kronosz uralmának idejére datálja. A történészek szerint a görögök eme hagyományukat valójában keleti civilizációktól vették át, még az archaikus korban. A Hésziodosztól ismert elképzeléshez hasonlóval találkozunk az egyébként merőben más római aranykormítoszt megverselő Ovidiusnál a Átváltozásokban (Metamorphoses).

## Tágabb értelmezése
Az aranykormítosz tágabb értelmezése lehet bármilyen olyan elképzelés vagy utópia, ami azt feltételezi hogy régmúlt időkben egy gondtalanabb, könnyedebb élet létezett, és amelyet az ember önhibájával elpusztított. 

### Biblia
Az aranykormítosz egyik legközismertebb példája maga a Biblia, amelyben a teremtés utáni Paradicsom képviseli az aranykort.
Ezt a paradicsomi állapotot azután az első emberpár bűneivel véglegesen elérhetetlenné tette a későbbi generációk számára. Amikor a tudás almáját elszakítják az élet fájától, a halál győzedelmeskedik, és a világ elindul a romlandóság felé, az ember halandóvá válik.
Egész életében az öröklét felé vezető utat keresi, "Ember küzdj és bízva bízzál!", szól az Úr Ádámhoz, Madách Az ember tragédiája című művében. Ezzel fogalmazza meg tulajdonképpen az ember életének értelmét. Az ember feladata, hogy legyőzze a halált, és elkerülje a gonosz általi csábítást, a bűnt. Amikor az ember úrrá válik ösztönein, és meghallja a Teremtő szavát, közelebb kerülhet az örökléthez, kezdődhet egy újabb aranykor. A Biblia végén ez az Új Földként van említve. 

### Sumerek
A sumer irodalomban is megemlítenek a Bibliához hasonlóan egy kezdeti édenkertszerű paradicsomot. Ez a Dilmunnak nevezett föld ártatlan, tiszta és napsütötte; egy olyan hely, ahol a mezőket friss víz táplálja, ahol nincsenek ragadozó állatok, ahol a betegség és az öregedés ismeretlen, egy olyan föld, amelyet az istenek vagy szent és halhatatlan emberek laknak.

### Zoroasztrizmus
A kezdeti aranykor témája megtalálható a zoroasztrizmusban is. A boldog állapot azonban nem tartott sokáig, mert Yima  (Dzsamsid) – aki már korán kiemelkedett az első emberek közül – hallgatott a gonosz démonok csábítására. 

### Bráhmanizmus
A szatja-juga a bráhmanizmus időképe szerint az idő körforgásában az első korszak, az aranykor, az igazság kora. Az a kor, amikor harmónia uralkodik. Az emberek hosszú életűek, bölcsek, elégedettek, nem szenvednek hiányt, nem vágynak többre, hiszen mindenük megvan, amit kívánhatnak. Nem ismert a szenvedés sem.